# گونبو
گونبو (به ژاپنی: 軍部 ぐんぶ) به معنی نظامی در زبان ژاپنی در معنای وسیع، کلمه ای است که به کل نیروهای مسلح متعلق به یک ملت مانند نیروی زمینی، نیروی دریایی و نیروی هوایی اطلاق می‌شود.
ارتش در معنای محدود در ژاپن به سازمان‌های بالای نیروهای مسلح امپراتوری ژاپن (نیروی زمینی امپراتوری ژاپن سابق و نیروی دریایی امپراتوری ژاپن سابق) قبل از جنگ اقیانوس آرام اطلاق می‌شود، یعنی به وزارت نیروی زمینی امپراتوری ژاپن، وزارت نیروی دریایی (ژاپن)، دفتر ستاد کل نیروی زمینی امپراتوری ژاپن، ستاد کل نیروی دریایی امپراتوری ژاپن و غیره اشاره دارد. (نیروی هوایی در ژاپن و در بسیاری از کشورها پس از جنگ جهانی دوم ظاهر شد)
اماکن نهادی ارتش در ژاپن در دوره اولیه جنگ اقیانوس آرام، فرماندهی عالی بود که استقلال ارتش را از دولت تضمین می‌کرد (ماده ۱۱ قانون اساسی امپراتوری ژاپن)، فرمانده کل قوای ژاپن (نوعی فرمانده کل قوا) ja:統帥権، سیستم افسران نظامی وظیفه فعال ja:軍部大臣現役武官制، و غیره وجود داشت.
با این حال، طبق گفته ماساکی میاکه، زمانی که نیروی زمینی و نیروی دریایی از کنترل غیرنظامی نیروهای نظامی مانند سیاستمداران احزاب سیاسی و بوروکرات‌ها خارج شده و مستقل شدند و حتی به عنوان یک نیروی سیاسی ظاهر شدند که بر آنها چیره شد؛ اصطلاح «گونبو» تبدیل به واژه ای شد که به عنوان انتقاد و ضدیت نیروهای سیاسی غیرنظامی به‌طور مکرر به کار رفت.
از زمان شکست جنگ جهانی دوم، نیروهای دفاع‌ازخود ژاپن که دارای قابلیت‌های رزمی هستند، هم از نظر نهادی و هم از نظر عملی تحت کنترل غیرنظامیان قرار گرفته‌اند.